# 島田廣

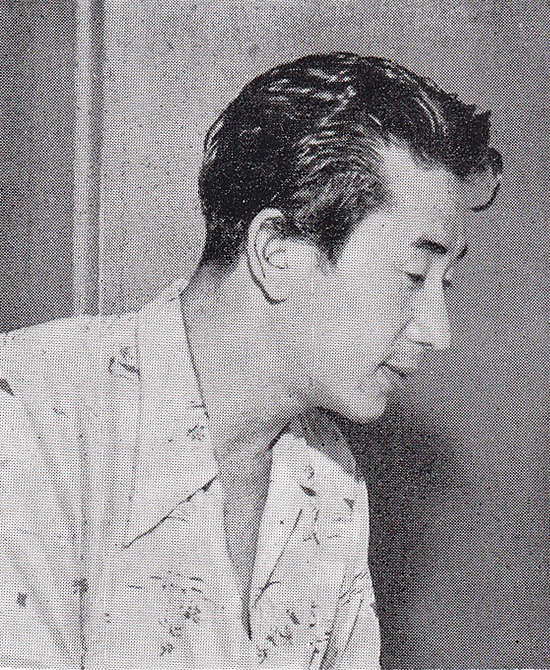
島田廣（1956年ごろ）

島田 廣（しまだ ひろし、1919年9月27日 - 2013年7月25日）は、日本のバレエダンサー、振付家、バレエ指導者である。本名・白成珪。第二次世界大戦前から日本バレエ界で活躍し、日本バレエ協会会長や新国立劇場舞踊部門の初代芸術監督を務めた。1986年に紫綬褒章を受章し、2002年には文化功労者に選ばれている。妻はバレエダンサーで、日本バレエ協会初代会長を務めた服部智恵子（はっとり ちえこ）。

## 経歴
1919年に京城（現在のソウル特別市）で生まれた。京城でコリアン・クリスチャン・カレッジの英文科に通っていたが、父親の反対を受けて日本に渡り、慶應義塾大学仏文科への編入を試みた。しかし、親の同意した渡航証明が間に合わなかったために編入試験が受けられず、日本大学芸術科の編入試験を受けて入学した。
在学中にエリアナ・パヴロワの門下に入り、バレエの稽古を始めた。当時パヴロワは、自邸でもある七里ヶ浜の「パヴロワ館」の他に、日比谷の蚕糸会館でも週に2回バレエの教室を開いていた。その頃の島田はバレエの道に進む気は全くなく、学生新聞に寄稿したり左翼的な本を読んだりしていたため、当局から睨まれていたという。稽古を始めた時期に、築地小劇場で長田秀雄の戯曲『大仏開眼』が伊藤道郎の演出によって上映された。この作品は大作だったために沢山のエキストラが必要であり、築地小劇場の研究生でもあった島田も出演した。そのためバレエの稽古になかなか行けなかったが、芝居の終了後に通うようにしていた。
バレエを始めて1年もたたないうちに、『白鳥の湖』第2幕の上演が決まった。オデット役はパヴロワが自ら踊り、もともと陸上競技をやっていて運動神経のよかった島田を見込んで、ジークフリート王子の役を与えた。島田によると、パヴロワはウエストが細くて華奢に見えたがお尻などが大きく、当時細身だった彼が陰に隠れてしまい、彼女が単独で踊っているようだったという。パヴロワの稽古は厳しく、島田が彼女をリフトして降ろした時にポアントが音を立ててしまうと、髪の毛をつかまれて床に打ち付けられるほどであった。普段のパヴロワは人情家で涙もろい人物であり、自分の財政状況が思わしくないときでも貧しい学生などからは月謝を徴収しなかった。
1940年11月12日に『白鳥の湖』第2幕が軍人会館（後の九段会館）で上演された後、同じくパヴロワの門下生だった服部智恵子とともに、「服部・島田舞踊団及び研究所」（1946年、服部・島田バレエ団と改称）を設立した。しかし、太平洋戦争の開戦と戦局の悪化などで時代は厳しさを増していき、バレエの稽古はできなくなっていった。島田はどうせ徴兵されるなら兵士よりも報道班の方が自分に合っていると考えて、そちらを志願した。自宅での待機中、よく工廠への慰問を依頼されていた。慰問の内容は、バレエの他にも漫才・手品・歌謡曲などが一緒になったバラエティ豊かなものであった。第二次世界大戦終戦の1年ほど前に、当時の日本政府は大東亜共栄圏の指導者を日本に招くことになった。しかし、劇場が軍事工場に転用されるなどして指導者たちに見せる催し物がなかったため、政府は山田耕筰に相談を持ちかけた。山田は島田を呼んで「舞踊組曲『盲鳥』を上演したい」と提案した。『盲鳥』は共立講堂で上演され、実質的な服部・島田バレエ団の旗揚げ公演となった。
結局戦地には赴かないまま、第二次世界大戦は終戦を迎えた。その頃、ドイツ帰りのモダンダンス関係者のインタビューが新聞に掲載された。その趣旨は「日本バレエのアカデミズムを確立するためにまずは『白鳥の湖』を上演したい」というもので、一読した島田は憤慨した。島田はその足で舞踊評論家の蘆原英了を訪ね、「ぼくらこそ『白鳥の湖』をやるべきではないでしょうか!」と提案した。そのとき蘆原は持病の喘息で床に臥せっていたが、島田の熱意に賛同してまず初台にいた東勇作に会い、次に貝谷八百子を説得して2人の協力を取り付けた。地方へ疎開せずに東京に残っていた服部・島田バレエ団、東勇作バレエ団、貝谷八百子バレエ団の3団体が合同で公演を行うことになり、上海バレエ・リュスで活躍し、その後日本に引き揚げてきた小牧正英を加えて、1946年4月23日に東京バレエ団が結成された。
東京バレエ団の初公演『白鳥の湖』は、主役のオデット＝オディールとジークフリート王子に東の門下生だった松尾明美・東の組と貝谷・島田組のダブルキャスト、ロットバルトは小牧、王妃に服部、第1幕のパ・ド・トロワはやはり東の門下生だった松山樹子と半沢かほるの2人、そして王子を踊らない日の島田と東が交替出演して、8月9日に帝国劇場で初演の日を迎えた。島田の相手役を務めた貝谷とは、同じくパヴロワ門下ということもあって第二次世界大戦前からの旧知の仲であった。彼女の母が、パヴロワと踊っていた島田の力量に注目して「ぜひ私の娘のパートナーに」と頼んでいたが、それがようやく実現した形となった。
『白鳥の湖』公演は好評を持って迎えられ、当初8月25日までの予定だったものが8月30日まで上演された。ただし、公演の成功の陰ですでに東京バレエ団には内紛の兆しがあった。島田の回想によると、『白鳥の湖』公演のさなかに、帝国劇場の廊下に各バレエ団が「研究生募集」というポスターを貼りあうという事態が起こっていた。分裂が決定的になったのは、服部・島田バレエ団の団員が小牧の設立した小牧バレエ団に無断で移籍するという事態が起きたことで、そのため東京バレエ団第2回公演『ジゼル』（東勇作振付）他の上演には服部・島田バレエ団は参加しなかった。第4回公演『白鳥の湖』で服部・島田バレエ団は東京バレエ団に復帰するが、各バレエ団にはそれぞれ単独での公演も増えていた。東京バレエ団の公演は、事実上小牧バレエ団の公演となっていき、1950年に有楽座で行われた第7回公演『コッペリア』をもって解散する結果となった。
東京バレエ団の解散後は服部・島田バレエ団での活動に力を入れ、『恋は魔術師』（1951年）、『さまよえる肖像』（1952年）、『令嬢ジュリー』（1955年）などの振付作品を発表した。そのうち『令嬢ジュリー』は、1960年に芸術選奨文部大臣賞を受賞している。1957年の日本バレエ協会設立に向けては発起人の中に名を連ね、翌年3月12日に開催された設立総会では司会を務めた。1965年に開催された「服部智恵子舞踊生活40周年記念リサイタル」を機に服部・島田バレエ団での活動を休止し、フランスへ渡った。4年間にわたってパリ芸術バレエ団とともに活動し、1969年に日本に戻って服部・島田バレエ団を閉鎖した。
帰国後はフリーランスの振付家として、日本バレエ協会公演などを作品の発表の場とした。
1973年ニムラ舞踊賞受賞。
1984年に初代の日本バレエ協会を務めていた服部が急逝した後、2代目の日本バレエ協会会長となって2002年までその地位にあった。1993年、新国立劇場開場前から舞踊部門の初代芸術監督に任命され、「西洋のダンス・クラシックの伝統を正しく導入・継承すること」と「新しい日本のバレエの創造」を2本の柱と位置付けて活動し、新国立劇場バレエ団の基礎を固めて1999年6月までの任期を勤め上げ、2代目芸術監督の牧阿佐美にその地位を譲った。1986年に紫綬褒章を受章し、2002年には舞踊（バレエ）・舞踊振興の功績を評価されて文化功労者に選ばれている。
2013年7月25日、心不全のため死去。93歳没。